# Tipula (Lunatipula) zarnigor
Tipula (Lunatipula) zarnigor is een tweevleugelige uit de familie langpootmuggen (Tipulidae). De soort komt voor in het Palearctisch gebied.